# Kleinsporige vezelkop
De kleinsporige vezelkop (Inocybe glabripes) is een paddenstoel uit de familie Inocybaceae. Hij vormt ectomycorrhiza met loofbomen in lanen en parken op kalkrijk zand, leem of klei.

## Kenmerken

### Uiterlijke kenmerken
Hoed
De hoed heeft een diameter van 10 tot 30 mm en verandert van vorm naarmate hij groeit. In het begin is hij subbolvormig of (sub)klokvormig tot subkegelvormig, later wordt hij breed gewelfd tot bijna uitgespreid. Er is aanvankelijk geen umbo, maar naarmate hij ouder wordt, ontstaat er een meer uitgesproken grote bult. De rand van de hoed is wanneer hij jong is sterk naar binnen gerold en later naar beneden gebogen of recht. De kleur varieert van okerbruin tot bruin of roestig kastanjebruin, soms bij het midden donkergrijs. Het oppervlak is aanvankelijk glad en zonder haartjes, maar wordt later fijn gerimpeld aan de rand en soms enigszins fijn wratachtig in het midden van de hoed. Jonge exemplaren hebben resten van een dunne slijmerige laag die het oppervlak bedekt.
Lamellen
De lamellen onder de hoed zijn matig dicht (ongeveer 35-50 lamellen), beginnen wit en veranderen later naar beige-grijsachtig, grijs of bruinachtig. De rand van de lamellen is ongelijk en kan soms kleine franjes hebben, en ze zijn wit tot dezelfde kleur als de rest van de lamel. 
Steel
De steel is 20–45 lang, 2–3 mm dik, cillindisch en soms dikker aan de voet. Alleen berijpt in de buurt van het uiterste topje van de steel en ook daar zeer spaarzaam, waardoor de steel vaak lijkt alsof hij helemaal niet berijpt is.
Geur en smaak
De paddenstoel heeft een subtiel aroma, soms lijkt het op een lichte aardse geur. Bij doorsnijden kunnen er lichte geuren vrijkomen.

### Microscopische kenmerken
De sporen zijn 6,8-9,3 μm lang en 3,7-4,9 μm breed, met een gemiddelde verhouding van lengte tot breedte van 1,8. Ze zijn glad en hebben een vorm die lijkt op een amandel of soms bijna niervormig. Er zijn cheilocystidia en pleurocystidia aanwezig. Paracystidia en Caulocystidia zijn niet aanwezig. De hoedhuid bestaat uit een bovenste laag van parallelle hyfen, bedekt met bruinige pigmenten. De paddenstoel heeft gespen, die veel voorkomen in alle weefsels.

## Verspreiding
In Nederland komt de kleinsporige vezelkop matig algemeen voor. Hij staat niet op de rode lijst.